# Bulgária nos Jogos Olímpicos de Verão de 2024
Bulgária participou dos Jogos Olímpicos de Verão de 2024, realizados em Paris, na França. Foi a 22.ª aparição do país nos Jogos Olímpicos de Verão desde a estreia na primeira edição moderna em Atenas 1896, sendo representado por 46 atletas que competiram em 15 esportes.
Conquistou sete medalhas, três delas de ouro, com Semen Novikov e Magomed Ramazanov, ambos nas lutas, e com Karlos Nasar na categoria até 89 kg masculino do halterofilismo; uma prata com Boryana Kaleyn no individual geral da ginástica rítmica; e três medalha de bronze, com Kimia Alizadeh na categoria até 57 kg feminino do taekwondo, com Bozhidar Andreev na categoria até 73 kg masculino do halterofilismo e com Javier Ibáñez na competição até 57 kg para homens do boxe.

## Medalhas
| Atleta            | Esporte           | Evento                           | Medalha |
| ----------------- | ----------------- | -------------------------------- | ------- |
| Semen Novikov     | Lutas             | Greco-romana até 87 kg masculino | Ouro    |
| Karlos Nasar      | Halterofilismo    | Até 89 kg masculino              | Ouro    |
| Magomed Ramazanov | Lutas             | Livre até 86 kg masculino        | Ouro    |
| Boryana Kaleyn    | Ginástica rítmica | Individual geral                 | Prata   |
| Kimia Alizadeh    | Taekwondo         | Até 57 kg feminino               | Bronze  |
| Bozhidar Andreev  | Halterofilismo    | Até 73 kg masculino              | Bronze  |
| Javier Ibáñez     | Boxe              | Até 57 kg masculino              | Bronze  |

## Competidores
Esta foi a participação por modalidade nesta edição:
| Esporte          | Masculino | Feminino | Total |
| ---------------- | --------- | -------- | ----- |
| Atletismo        | 2         | 3        | 5     |
| Badminton        | 0         | 3        | 3     |
| Boxe             | 3         | 2        | 5     |
| Canoagem         | 0         | 1        | 1     |
| Esgrima          | 0         | 1        | 1     |
| Ginástica        | 1         | 8        | 9     |
| Halterofilismo   | 3         | 0        | 3     |
| Judô             | 2         | 0        | 2     |
| Lutas            | 4         | 2        | 6     |
| Natação          | 3         | 1        | 4     |
| Pentatlo moderno | 1         | 0        | 1     |
| Remo             | 1         | 1        | 2     |
| Taekwondo        | 0         | 1        | 1     |
| Tênis            | 0         | 1        | 1     |
| Tiro             | 1         | 1        | 2     |
| Total            | 21        | 25       | 46    |

## Desempenho

### Atletismo
- Q = Qualificado para a próxima fase
- q = Qualificado para a próxima fase como o perdedor mais rápido ou, em eventos de campo, pela posição sem atingir o alvo para qualificação
- qR = Qualificado para a próxima fase por decisão dos árbitros
- N/A = Fase não aplicável para o evento
- Bye = Atleta não precisou disputar aquela fase

Masculino
Eventos de campo
| Atleta               | Evento             | Qualificação | Qualificação | Final       | Final       | Ref.  |
| Atleta               | Evento             | Marca        | Pos.         | Marca       | Pos.        | Ref.  |
| -------------------- | ------------------ | ------------ | ------------ | ----------- | ----------- | ----- |
| Tihomir Ivanov       | Salto em altura    | 2.24         | 12 Q         | 2.27        | 8           | [ 5 ] |
| Bozhidar Saraboyukov | Salto em distância | 7.87         | 14           | Não avançou | Não avançou | [ 6 ] |

Feminino
Eventos de campo
| Atleta           | Evento             | Qualificação | Qualificação | Final       | Final       | Ref.  |
| Atleta           | Evento             | Marca        | Pos.         | Marca       | Pos.        | Ref.  |
| ---------------- | ------------------ | ------------ | ------------ | ----------- | ----------- | ----- |
| Mirela Demireva  | Salto em altura    | 1.88         | 19           | Não avançou | Não avançou | [ 7 ] |
| Plamena Mitkova  | Salto em distância | 6.45         | 19           | Não avançou | Não avançou | [ 8 ] |
| Gabriela Petrova | Salto triplo       | 13.77        | 21           | Não avançou | Não avançou | [ 9 ] |

### Badminton
Feminino
| Atleta                         | Evento  | Fase de grupos              | Fase de grupos          | Fase de grupos        | Fase de grupos | Oitavas              | Quartas                  | Semifinal            | Final / DB           | Final / DB  | Ref.          |
| Atleta                         | Evento  | Adversário Resultado        | Adversário Resultado    | Adversário Resultado  | Pos.           | Adversário Resultado | Adversário Resultado     | Adversário Resultado | Adversário Resultado | Pos.        | Ref.          |
| ------------------------------ | ------- | --------------------------- | ----------------------- | --------------------- | -------------- | -------------------- | ------------------------ | -------------------- | -------------------- | ----------- | ------------- |
| Kaloyana Nalbantova            | Simples | KOR An S-y D 0–2            | FRA Qi X V 2–0          | —                     | 2              | Não avançou          | Não avançou              | Não avançou          | Não avançou          | Não avançou | [ 10 ]        |
| Gabriela Stoeva Stefani Stoeva | Duplas  | HKG Yeung N / Yeung P V 2–1 | CHN Liu S / Tan N D 1–2 | USA A Xu / K Xu V 2–0 | 2 Q            | —                    | CHN Chen Q / Jia Y D 0–2 | Não avançou          | Não avançou          | Não avançou | [ 11 ] [ 12 ] |

### Boxe
Masculino
| Atleta           | Evento      | Primeira fase        | Oitavas de final       | Quartas de final     | Semifinal                | Final                | Final             | Ref.   |
| Atleta           | Evento      | Adversário Resultado | Adversário Resultado   | Adversário Resultado | Adversário Resultado     | Adversário Resultado | Pos.              | Ref.   |
| ---------------- | ----------- | -------------------- | ---------------------- | -------------------- | ------------------------ | -------------------- | ----------------- | ------ |
| Javier Ibáñez    | Até 63,5 kg | —                    | UKR A Abduraimov V 5–0 | JPN S Harada V 5–0   | KGZ M Seitbek Uulu D 1–4 | Não avançou          | Medalha de bronze | [ 13 ] |
| Radoslav Rosenov | Até 63,5 kg | TJK B Usmonov V 5–0  | CAN W Sanford D 0–5    | Não avançou          | Não avançou              | Não avançou          | Não avançou       | [ 14 ] |
| Rami Mofid Kiwan | Até 71 kg   | POL D Durkacz V 5–0  | AUS S Davey V 5–0      | USA O Jones D 0–5    | Não avançou              | Não avançou          | Não avançou       | [ 15 ] |

Feminino
| Atleta            | Evento    | Primeira fase        | Oitavas de final     | Quartas de final     | Semifinal            | Final                | Final       | Ref.   |
| Atleta            | Evento    | Adversário Resultado | Adversário Resultado | Adversário Resultado | Adversário Resultado | Adversário Resultado | Pos.        | Ref.   |
| ----------------- | --------- | -------------------- | -------------------- | -------------------- | -------------------- | -------------------- | ----------- | ------ |
| Stanimira Petrova | Até 54 kg | Bye                  | TPE Huang H-w V 4–1  | CHN Chang Y D 1–4    | Não avançou          | Não avançou          | Não avançou | [ 16 ] |
| Svetlana Staneva  | Até 57 kg | Bye                  | IRL M Walsh V 5–0    | TPE Lin Y-t D 0–5    | Não avançou          | Não avançou          | Não avançou | [ 17 ] |

### Canoagem

#### Velocidade
Feminino
| Atleta          | Evento    | Eliminatórias | Eliminatórias | Quartas | Quartas | Semifinal | Semifinal | Final       | Final       | Ref.   |
| Atleta          | Evento    | Tempo         | Pos.          | Tempo   | Pos.    | Tempo     | Pos.      | Tempo       | Pos.        | Ref.   |
| --------------- | --------- | ------------- | ------------- | ------- | ------- | --------- | --------- | ----------- | ----------- | ------ |
| Yoana Georgieva | K-1 500 m | 1:55.76       | 3             | 1:51.74 | 3       | 1:54.02   | 7         | Não avançou | Não avançou | [ 18 ] |

Legenda: FA = Final A (disputa de medalha); FB = Final B (sem disputa de medalha); FC = Final C (sem disputa de medalha)

### Esgrima
Feminino
| Atleta       | Evento | Fase de 64           | Fase de 32              | Oitavas de final     | Quartas de final     | Semifinal            | Final                | Final       | Ref.   |
| Atleta       | Evento | Adversário Resultado | Adversário Resultado    | Adversário Resultado | Adversário Resultado | Adversário Resultado | Adversário Resultado | Pos.        | Ref.   |
| ------------ | ------ | -------------------- | ----------------------- | -------------------- | -------------------- | -------------------- | -------------------- | ----------- | ------ |
| Yoana Ilieva | Sabre  | Bye                  | JPN R Takashima V 15–10 | HUN L Szűcs D 10–15  | Não avançou          | Não avançou          | Não avançou          | Não avançou | [ 19 ] |

### Ginástica

#### Artística
Masculino
| Atleta      | Evento           | Qualificação | Qualificação | Qualificação | Qualificação | Qualificação | Qualificação | Qualificação | Qualificação | Final       | Final       | Final       | Final       | Final       | Final       | Final       | Final       | Ref.   |
| Atleta      | Evento           | Aparelho     | Aparelho     | Aparelho     | Aparelho     | Aparelho     | Aparelho     | Total        | Pos.         | Aparelho    | Aparelho    | Aparelho    | Aparelho    | Aparelho    | Aparelho    | Total       | Pos.        | Ref.   |
| Atleta      | Evento           | F            | PH           | R            | V            | PB           | HB           | Total        | Pos.         | F           | PH          | R           | V           | PB          | HB          | Total       | Pos.        | Ref.   |
| ----------- | ---------------- | ------------ | ------------ | ------------ | ------------ | ------------ | ------------ | ------------ | ------------ | ----------- | ----------- | ----------- | ----------- | ----------- | ----------- | ----------- | ----------- | ------ |
| Kevin Penev | Individual geral | 14.166       | 11.633       | 13.166       | 14.000       | 12.466       | 12.200       | 77.631       | 42           | Não avançou | Não avançou | Não avançou | Não avançou | Não avançou | Não avançou | Não avançou | Não avançou | [ 20 ] |

Feminino
| Atleta              | Evento           | Qualificação | Qualificação | Qualificação | Qualificação | Qualificação | Qualificação | Final       | Final       | Final       | Final       | Final       | Final       | Ref.   |
| Atleta              | Evento           | Aparelho     | Aparelho     | Aparelho     | Aparelho     | Total        | Pos.         | Aparelho    | Aparelho    | Aparelho    | Aparelho    | Total       | Pos.        | Ref.   |
| Atleta              | Evento           | V            | UB           | BB           | F            | Total        | Pos.         | V           | UB          | BB          | F           | Total       | Pos.        | Ref.   |
| ------------------- | ---------------- | ------------ | ------------ | ------------ | ------------ | ------------ | ------------ | ----------- | ----------- | ----------- | ----------- | ----------- | ----------- | ------ |
| Valentina Georgieva | Individual geral | 13.999       | 11.500       | 10.633       | —            | 36.132       | —            | Não avançou | Não avançou | Não avançou | Não avançou | Não avançou | Não avançou | [ 21 ] |
| Valentina Georgieva | Salto            | 13.999       | —            | —            | —            | 13.999       | 9 Q          | 13.983      | —           | —           | —           | 13.983      | 5           | [ 22 ] |

#### Rítmica
| Atleta            | Evento     | Qualificação | Qualificação | Qualificação | Qualificação | Qualificação | Qualificação | Final       | Final       | Final       | Final       | Final       | Final            | Ref.   |
| Atleta            | Evento     | Arco         | Bola         | Maças        | Fita         | Total        | Pos.         | Arco        | Bola        | Maças       | Fita        | Total       | Pos.             | Ref.   |
| ----------------- | ---------- | ------------ | ------------ | ------------ | ------------ | ------------ | ------------ | ----------- | ----------- | ----------- | ----------- | ----------- | ---------------- | ------ |
| Boryana Kaleyn    | Individual | 35.350       | 34.600       | 33.600       | 32.900       | 136.450      | 3 Q          | 35.850      | 36.450      | 34.550      | 33.750      | 140.600     | Medalha de prata | [ 23 ] |
| Stiliana Nikolova | Individual | 33.900       | 34.700       | 28.050       | 31.050       | 127.700      | 11           | Não avançou | Não avançou | Não avançou | Não avançou | Não avançou | Não avançou      | [ 24 ] |

| Atletas                                                                             | Evento | Qualificação | Qualificação    | Qualificação | Qualificação | Final   | Final           | Final  | Final | Ref.          |
| Atletas                                                                             | Evento | 5 arcos      | 3 fitas+2 bolas | Total        | Pos.         | 5 arcos | 3 fitas+2 bolas | Total  | Pos.  | Ref.          |
| ----------------------------------------------------------------------------------- | ------ | ------------ | --------------- | ------------ | ------------ | ------- | --------------- | ------ | ----- | ------------- |
| Kamelia Petrova Sofia Ivanova Rachel Stoyanov Magdalina Minevska Margarita Vasileva | Grupos | 37.700       | 32.700          | 70.400       | 1 Q          | 34.100  | 33.700          | 67.800 | 4     | [ 25 ] [ 26 ] |

### Halterofilismo
Masculino
| Atleta           | Evento    | Arranco | Arranco | Arremesso | Arremesso | Total | Pos.              | Ref.   |
| Atleta           | Evento    | Result. | Pos.    | Result.   | Pos.      | Total | Pos.              | Ref.   |
| ---------------- | --------- | ------- | ------- | --------- | --------- | ----- | ----------------- | ------ |
| Ivan Dimov       | Até 61 kg | 135     | —       | —         | —         | —     | DNF               | [ 27 ] |
| Bozhidar Andreev | Até 73 kg | 154     | 4       | 190       | 4         | 344   | Medalha de bronze | [ 28 ] |
| Karlos Nasar     | Até 89 kg | 180     | 1       | 224       | 1         | 404   | Medalha de ouro   | [ 29 ] |

### Judô
Masculino
| Atleta        | Evento    | Primeira fase          | Oitavas                 | Quartas              | Semifinais           | Repescagem           | Final / DB           | Final / DB | Ref.   |
| Atleta        | Evento    | Adversário Resultado   | Adversário Resultado    | Adversário Resultado | Adversário Resultado | Adversário Resultado | Adversário Resultado | Pos.       | Ref.   |
| ------------- | --------- | ---------------------- | ----------------------- | -------------------- | -------------------- | -------------------- | -------------------- | ---------- | ------ |
| Mark Hristov  | Até 73 kg | DJI A Houssein V 10–00 | JPN S Hashimoto D 00–01 | Não avançou          | Não avançou          | Não avançou          | Não avançou          | =9         | [ 30 ] |
| Ivaylo Ivanov | Até 90 kg | LBN C Sagaipov V 01–00 | GEO L Bekauri D 00–01   | Não avançou          | Não avançou          | Não avançou          | Não avançou          | =9         | [ 31 ] |

### Lutas

#### Greco-romana
Masculino
| Atleta           | Evento     | Oitavas                | Quartas              | Semifinais           | Repescagem           | Final / DB           | Final / DB      | Ref.   |
| Atleta           | Evento     | Adversário Resultado   | Adversário Resultado | Adversário Resultado | Adversário Resultado | Adversário Resultado | Pos.            | Ref.   |
| ---------------- | ---------- | ---------------------- | -------------------- | -------------------- | -------------------- | -------------------- | --------------- | ------ |
| Aik Mnatsakanian | Até 77 kg  | AZE S Suleymanov D 0–2 | Não avançou          | Não avançou          | Não avançou          | Não avançou          | Não avançou     | [ 32 ] |
| Semen Novikov    | Até 87 kg  | DEN T Bisultanov V 5–1 | GEO L Gobadze V 8–3  | HUN D Losonczi V 3–1 | —                    | IRI A Mohmadi V 7–0  | Medalha de ouro | [ 33 ] |
| Kiril Milov      | Até 130 kg | CHI Y Acosta D 1–1     | Não avançou          | Não avançou          | EGY A Mohamed D 4–6  | Não avançou          | Não avançou     | [ 34 ] |

#### Livre
Masculino
| Atleta            | Evento    | Oitavas              | Quartas              | Semifinais           | Repescagem           | Final / DB           | Final / DB      | Ref.   |
| Atleta            | Evento    | Adversário Resultado | Adversário Resultado | Adversário Resultado | Adversário Resultado | Adversário Resultado | Pos.            | Ref.   |
| ----------------- | --------- | -------------------- | -------------------- | -------------------- | -------------------- | -------------------- | --------------- | ------ |
| Magomed Ramazanov | Até 86 kg | CAN A Moore V 12–2   | UZB J Shapiev V 4–1  | USA A Brooks V 4–3   | —                    | IRI H Yazdani V 7–1  | Medalha de ouro | [ 35 ] |

Feminino
| Atleta         | Evento    | Oitavas              | Quartas                | Semifinais           | Repescagem            | Final / DB           | Final / DB  | Ref.   |
| Atleta         | Evento    | Adversário Resultado | Adversário Resultado   | Adversário Resultado | Adversário Resultado  | Adversário Resultado | Pos.        | Ref.   |
| -------------- | --------- | -------------------- | ---------------------- | -------------------- | --------------------- | -------------------- | ----------- | ------ |
| Bilyana Dudova | Até 62 kg | SWE J Lindborg V 8–3 | UKR I Koliadenko D 3–7 | Não avançou          | MGL O Pürevdorj D 1–3 | Não avançou          | Não avançou | [ 36 ] |
| Yuliana Yaneva | Até 76 kg | CUB M Marín D 1–7    | Não avançou            | Não avançou          | Não avançou           | Não avançou          | Não avançou | [ 37 ] |

### Natação
Masculino
| Atleta             | Evento          | Eliminatórias | Eliminatórias | Semifinal   | Semifinal   | Final       | Final       | Ref.   |
| Atleta             | Evento          | Tempo         | Pos.          | Tempo       | Pos.        | Tempo       | Pos.        | Ref.   |
| ------------------ | --------------- | ------------- | ------------- | ----------- | ----------- | ----------- | ----------- | ------ |
| Petar Mitsin       | 400 m livre     | 3:49.30       | 21            | —           | —           | Não avançou | Não avançou | [ 38 ] |
| Petar Mitsin       | 200 m borboleta | 1:57.03       | 19            | Não avançou | Não avançou | Não avançou | Não avançou | [ 38 ] |
| Josif Miladinov    | 100 m borboleta | 51.77         | 17            | Não avançou | Não avançou | Não avançou | Não avançou | [ 39 ] |
| Lyubomir Epitropov | 200 m peito     | 2:10.59       | 13 Q          | 2:09.93     | 9           | Não avançou | Não avançou | [ 40 ] |

Feminino
| Atleta             | Evento       | Eliminatórias | Eliminatórias | Semifinal   | Semifinal   | Final       | Final       | Ref.   |
| Atleta             | Evento       | Tempo         | Pos.          | Tempo       | Pos.        | Tempo       | Pos.        | Ref.   |
| ------------------ | ------------ | ------------- | ------------- | ----------- | ----------- | ----------- | ----------- | ------ |
| Gabriela Georgieva | 100 m costas | 1:02.16       | 24            | Não avançou | Não avançou | Não avançou | Não avançou | [ 41 ] |
| Gabriela Georgieva | 200 m costas | 2:12.15       | 21            | Não avançou | Não avançou | Não avançou | Não avançou | [ 41 ] |

### Pentatlo moderno
| Atleta        | Evento    | Esgrima ranqueamento (espada um toque) | Esgrima ranqueamento (espada um toque) | Semifinal | Semifinal             | Semifinal             | Semifinal          | Semifinal          | Semifinal                                             | Semifinal                                             | Semifinal | Semifinal | Final       | Final                 | Final                 | Final              | Final              | Final                                                 | Final                                                 | Final       | Final       | Ref.   |
| Atleta        | Evento    | Esgrima ranqueamento (espada um toque) | Esgrima ranqueamento (espada um toque) | FBR       | Natação (200 m livre) | Natação (200 m livre) | Equitação (saltos) | Equitação (saltos) | Combinado: tiro/corrida (pistola de ar 10 m)/(3200 m) | Combinado: tiro/corrida (pistola de ar 10 m)/(3200 m) | Pts tot.  | Pos.      | FBR         | Natação (200 m livre) | Natação (200 m livre) | Equitação (saltos) | Equitação (saltos) | Combinado: tiro/corrida (pistola de ar 10 m)/(3200 m) | Combinado: tiro/corrida (pistola de ar 10 m)/(3200 m) | Pts tot.    | Pos.        | Ref.   |
| Atleta        | Evento    | V–D                                    | Pts MP                                 | Pts       | Tempo                 | Pts MP                | Tempo (Pen.)       | Pts MP             | Tempo                                                 | Pts MP                                                | Pts tot.  | Pos.      | Pts         | Tempo                 | Pts MP                | Tempo (Pen.)       | Pts MP             | Tempo                                                 | Pts MP                                                | Pts tot.    | Pos.        | Ref.   |
| ------------- | --------- | -------------------------------------- | -------------------------------------- | --------- | --------------------- | --------------------- | ------------------ | ------------------ | ----------------------------------------------------- | ----------------------------------------------------- | --------- | --------- | ----------- | --------------------- | --------------------- | ------------------ | ------------------ | ----------------------------------------------------- | ----------------------------------------------------- | ----------- | ----------- | ------ |
| Todor Mihalev | Masculino | 20–15                                  | 225                                    | 0         | 2:06.85               | 297                   | 58.20 (7)          | 293                | 10:24.04                                              | 676                                                   | 1491      | 12        | Não avançou | Não avançou           | Não avançou           | Não avançou        | Não avançou        | Não avançou                                           | Não avançou                                           | Não avançou | Não avançou | [ 42 ] |

### Remo
Masculino
| Atleta           | Evento        | Baterias | Baterias | Repescagem | Repescagem | Quartas | Quartas | Semifinais | Semifinais | Final   | Final | Ref.   |
| Atleta           | Evento        | Tempo    | Pos.     | Tempo      | Pos.       | Tempo   | Pos.    | Tempo      | Pos.       | Tempo   | Pos.  | Ref.   |
| ---------------- | ------------- | -------- | -------- | ---------- | ---------- | ------- | ------- | ---------- | ---------- | ------- | ----- | ------ |
| Kristian Vasilev | Skiff simples | 6:56.63  | 2 QF     | Bye        | Bye        | 6:58.67 | 4 S/CD  | 6:57.75    | 2 FC       | 6:44.61 | 14    | [ 43 ] |

Feminino
| Atleta             | Evento        | Baterias | Baterias | Repescagem | Repescagem | Quartas | Quartas | Semifinais | Semifinais | Final   | Final | Ref.   |
| Atleta             | Evento        | Tempo    | Pos.     | Tempo      | Pos.       | Tempo   | Pos.    | Tempo      | Pos.       | Tempo   | Pos.  | Ref.   |
| ------------------ | ------------- | -------- | -------- | ---------- | ---------- | ------- | ------- | ---------- | ---------- | ------- | ----- | ------ |
| Desislava Angelova | Skiff simples | 7:42.73  | 2 QF     | Bye        | Bye        | 7:41.25 | 3 S/AB  | 7:27.16    | 3 FA       | 7:33.19 | 6     | [ 44 ] |

Legenda: FA = Final A (disputa de medalha); FB = Final B (sem disputa de medalha); FC = Final C (sem disputa de medalha); FD = Final D (sem disputa de medalha); FE = Final E (sem disputa de medalha); FF = Final F (sem disputa de medalha); SA/B = Semifinais A/B; SC/D = Semifinais C/D; SE/F = Semifinais E/F; QF = Quartas; R = Repescagem

### Taekwondo
Feminino
| Atleta         | Evento    | Oitavas              | Quartas              | Semifinais           | Repescagem           | Final / DB           | Final / DB        | Ref.   |
| Atleta         | Evento    | Adversário Resultado | Adversário Resultado | Adversário Resultado | Adversário Resultado | Adversário Resultado | Pos.              | Ref.   |
| -------------- | --------- | -------------------- | -------------------- | -------------------- | -------------------- | -------------------- | ----------------- | ------ |
| Kimia Alizadeh | Até 57 kg | IRI N Kiani D 1–2    | Não avançou          | Não avançou          | TUN C Toumi V 2–0    | CHN Luo Z V 2–1      | Medalha de bronze | [ 45 ] |

### Tênis
Feminino
| Atleta           | Evento  | Primeira rodada             | Segunda rodada                     | Oitavas de final     | Quartas de final     | Semifinal            | Final                | Final       | Ref.   |
| Atleta           | Evento  | Adversário Resultado        | Adversário Resultado               | Adversário Resultado | Adversário Resultado | Adversário Resultado | Adversário Resultado | Pos.        | Ref.   |
| ---------------- | ------- | --------------------------- | ---------------------------------- | -------------------- | -------------------- | -------------------- | -------------------- | ----------- | ------ |
| Viktoriya Tomova | Simples | POL M Fręch V 6–4, 7–6(7–4) | USA E Navarro D 7–6(7–5), 4–6, 1–6 | Não avançou          | Não avançou          | Não avançou          | Não avançou          | Não avançou | [ 46 ] |

### Tiro
Masculino
| Atleta      | Evento             | Qualificação | Qualificação | Final       | Final       | Ref.   |
| Atleta      | Evento             | Marca        | Pos.         | Marca       | Pos.        | Ref.   |
| ----------- | ------------------ | ------------ | ------------ | ----------- | ----------- | ------ |
| Kiril Kirov | Pistola de ar 10 m | 575          | 16           | Não avançou | Não avançou | [ 47 ] |

Feminino
| Atleta                | Evento             | Qualificação | Qualificação | Final       | Final       | Ref.   |
| Atleta                | Evento             | Marca        | Pos.         | Marca       | Pos.        | Ref.   |
| --------------------- | ------------------ | ------------ | ------------ | ----------- | ----------- | ------ |
| Antoaneta Kostadinova | Pistola de ar 10 m | 573          | 16           | Não avançou | Não avançou | [ 48 ] |
| Antoaneta Kostadinova | Pistola livre 25 m | 583          | 11           | Não avançou | Não avançou | [ 48 ] |

Misto
| Atleta                            | Evento             | Qualificação | Qualificação | Final       | Final       | Ref.          |
| Atleta                            | Evento             | Marca        | Pos.         | Marca       | Pos.        | Ref.          |
| --------------------------------- | ------------------ | ------------ | ------------ | ----------- | ----------- | ------------- |
| Kiril Kirov Antoaneta Kostadinova | Pistola de ar 10 m | 574          | 12           | Não avançou | Não avançou | [ 47 ] [ 48 ] |